# Liste der Baudenkmäler in Köfering
Auf dieser Seite sind die Baudenkmäler in der Oberpfälzer Gemeinde Köfering zusammengestellt. Diese Tabelle ist eine Teilliste der Liste der Baudenkmäler in Bayern. Grundlage ist die Bayerische Denkmalliste, die auf Basis des Bayerischen Denkmalschutzgesetzes vom 1. Oktober 1973 erstmals erstellt wurde und seither durch das Bayerische Landesamt für Denkmalpflege geführt wird. Die folgenden Angaben ersetzen nicht die rechtsverbindliche Auskunft der Denkmalschutzbehörde.

## Baudenkmäler nach Ortsteilen

### Köfering
| Lage                             | Objekt                              | Beschreibung | Akten-Nr.             | Bild                |
| -------------------------------- | ----------------------------------- | --- | --------------------- | ------------------- |
| Gebelkofener Straße 1 (Standort) | Ehemaliger Pfarrhof                 | Wohnhaus, zweigeschossiger Mansardwalmdachbau, 1780; Stadel, giebelständiger Fachwerkbau mit Halbwalmdach und anschließender Hofmauer, um 1780 | D-3-75-161-2 Wikidata | Ehemaliger Pfarrhof |
| Hauptstraße 3 (Standort)         | Gasthaus Post                       | Zweigeschossiger und traufständiger Halbwalmdachbau mit Eckerker und verschindelter Zwiebelhaube, spätes 17. Jahrhundert | D-3-75-161-3 Wikidata | Gasthaus Post       |
| Kirchstraße 5a (Standort)        | Katholische Pfarrkirche St. Michael | Saalbau mit eingezogenem Chor, Walmdach, Flankenturm mit Zwiebelhaube und Pilastergliederung, spätbarock, 1717 von Hans Caspar Öttl, Westturm 1618 von Hans Schön; mit Ausstattung | D-3-75-161-1 Wikidata | weitere Bilder      |
| Kirchstraße 5 (Standort)         | Schloss                             | Hauptgebäude, Wasserschloss, unregelmäßige dreigeschossige Dreiflügelanlage mit Mansardwalmdächern, Eingangsrisalit mit Portal, Erdgeschossarkaden und Treppenhaus mit Mansardwalmdach, Südflügel, ehemaliger Marstall, eingeschossiger Bau mit Zwerchhaus, 19. Jahrhundert; Schlosshof mit Pfeilerreihe und Stützmauer nach Osten; Brücke, dreibogige Steinbrücke über Wassergraben; Ummauerung des Wassergrabens; Wohnhaus (Im Schlosshof 1), zweigeschossiger Mansardwalmdachbau; Verwalterhaus (Kirchstraße 5), zweigeschossiger Mansardwalmdachbau mit Zwerchflügel; westliche Schlosseinfahrt, Pfeiler mit Pilastergliederung und Aufsätzen; Parkmauern; ca. 1700–20, Veränderungen im 19. Jahrhundert | D-3-75-161-4 Wikidata | weitere Bilder      |

### Egglfing
| Lage                            | Objekt                                | Beschreibung | Akten-Nr.             | Bild                                  |
| ------------------------------- | ------------------------------------- | --- | --------------------- | ------------------------------------- |
| Köferinger Straße 6 (Standort)  | Zugehöriger Stadel                    | Giebelständiger Blockbau mit Halbwalmdach und verbrettertem Giebel, 2. Hälfte 18. Jahrhundert                                                     | D-3-75-161-8 Wikidata | Zugehöriger Stadel                    |
| Köferinger Straße 13 (Standort) | Katholische Nebenkirche St. Margareta | Saalbau mit eingezogenem Chor, Chorturm mit Spitzdach und Portal, romanisch, frühes 13. Jahrhundert, Turm Anfang 17. Jahrhundert; mit Ausstattung | D-3-75-161-7 Wikidata | Katholische Nebenkirche St. Margareta |